# نيلسون غاما
نيلسون غاما (بالبرتغالية: Nélson Gama‏) (2 أغسطس 1972 ببيساو في غينيا بيساو - ) هو لاعب كرة قدم برتغالي في مركز الهجوم. شارك مع منتخب البرتغال تحت 20 سنة لكرة القدم ومنتخب البرتغال تحت 21 سنة لكرة القدم. أما مع النوادي، فقد لعب مع سبورتينغ براغا ونادي بورتو ونادي بورغوس ونادي بيرا مار ونادي ماريتيمو وF.C. Luxembourg City ‏ وسالجويروس ‏ ونادي ليسا ‏ وفيلانوفنسي ‏.

## وصلات خارجية
- نيلسون غاما على موقع الاتحاد الدولي (مؤرشف)  (الإنجليزية)
- نيلسون غاما على موقع قاعدة بيانات كرة القدم.إي يو (الإنجليزية)
- نيلسون غاما على موقع عالم كرة القدم.نت (الإنجليزية)